# Sport i Estland

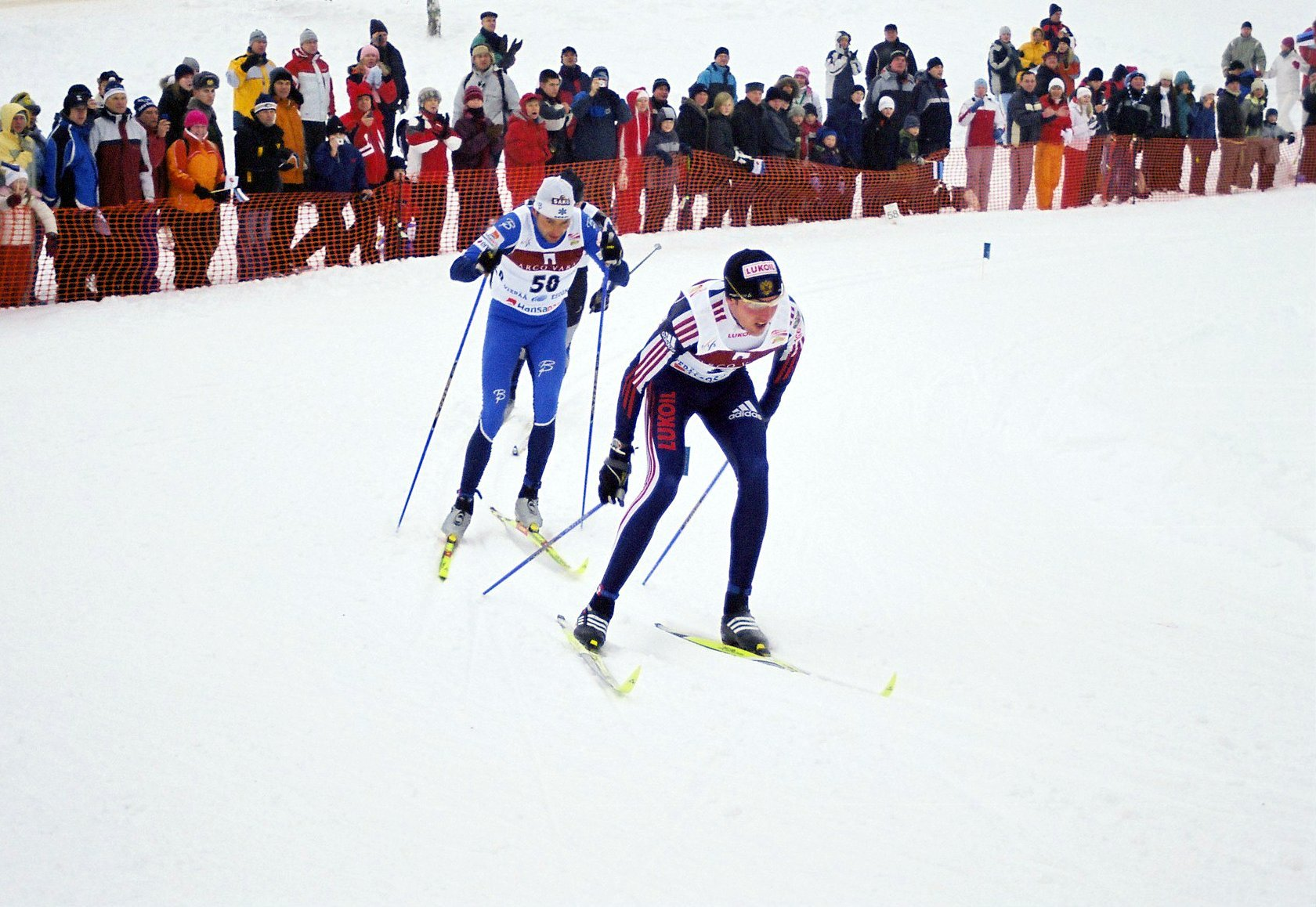
Världscupdeltävlingar i längdskidåkning i Otepää, januari 2007.

Organiserad sportverksamhet i Estland går tillbaka till 1800-talet. De första idrottsföreningarna grundades i slutet av 1800-talet. Estlands första stora sporthjälte var Martin Klein. Åren 1920–1936 vann Estland 21 olympiska medaljer. Den sovjetiska annekteringen av Estland var ett stort bakslag för idrotten. Alla idrottsföreningar, även Eesti Spordi Keskliit, nedlades. Dock återhämtade sig den estniska idrotten snabbt, och vid olympiska sommarspelen 1952 i Helsingfors vann brottaren Johannes Kotkas guld och gångaren Bruno Junk brons.
I dag är längdskidåkning en av de populärare idrotterna i Estland.

### Fotnoter
1. ↑  Xie Peilin (18 februari 2006). ”Ethiopian makes Winter Olympic history, Russian Pyleva banned” (på engelska). Xinhua. http://news.xinhuanet.com/english/2006-02/18/content_4195252.htm. Läst 20 november 2015.